# Плутонийтридекабериллий
Плутонийтридекабериллий — бинарное неорганическое соединение
плутония и бериллия
с формулой PuBe13,
бесцветный кристалл.

## Получение
- Сплавление стехиометрических количеств чистых веществ:

{\displaystyle {\mathsf {Pu+13Be\ {\xrightarrow {1950^{o}C}}\ PuBe_{13}}}}

## Физические свойства
Плутонийтридекабериллий образует кристаллы
кубической сингонии,
пространственная группа F m3c,
параметры ячейки a = 1,0274÷1,0278 нм, Z = 8,
структура типа натрийтридекацинк NaZn13
.
Соединение конгруэнтно плавится при 1950°C.

## Применение
- Калиброванный источник нейтронов (плутоний испускает α-частицы, их поглощает бериллий и испускает нейтроны) с интенсивностью 6,7⋅107 нейтронов/сек·кг[3][4][5][6].